# 李隆杰
（1982年9月16日—），臺灣漫畫家，出生於臺北市，畢業於實踐大學室內空間設計學系，著有《覺醒人間-螂女飛翔傳》、《動物衝擊頻道》、《台灣超級機車》、《新世紀北港神拳》、《怕魚的男人》、《1661國姓來襲》、《1624男人與島》等漫畫作品。

## 漫畫作品

### 單行本
- 《覺醒人間-螂女飛翔傳》 （東立出版社，2008年12月，ISBN 9789861031255）
- 《動物衝擊頻道》 （白象文化，2010年12月，ISBN 9789866216770）
- 《台灣超級機車》 （白象文化，2011年12月，ISBN 9789866047848）
- 《新世紀北港神拳》 （蓋亞文化，2013年11月，ISBN 9789863190752）
- 《怕魚的男人》 （時報文化，2015年6月，ISBN 9789571362953）
- 《1661國姓來襲》 （蓋亞文化，2017年4月，ISBN 9789863192817，ISBN 9786263841888）
- 《1624男人與島》 （蓋亞文化，2021年11月，ISBN 9789863196051）

### 雜誌刊登&合輯收錄
- 《白槍》 （收錄於《青文第1屆漫畫新人獎作品集》，青文出版社，1998年3月，ISBN 9789575399436）
- 《愛在馬祖-西犬雙龍傳》 （刊登於2004《龍少年》月刊十月號，東立出版社，2004年10月）
- 《春城救世錄》 （刊登於2006《元氣少年》半月刊VOL.14，青文出版社，2006年7月）（收錄於《青文第2屆漫畫新人獎作品集》，青文出版社，2006年8月，ISBN 9789861566719）
- 《日落烽雲錄》 （刊登於2007《龍少年》月刊十月號，東立出版社，2007年10月）
- 《愛在馬祖-獨孤屠魚記》 （刊登於2008《龍少年》月刊八月號，東立出版社，2008年8月）
- 《拖吊王》 （刊登於2008《龍少年》月刊十月號，東立出版社，2008年10月）
- 《無邊界騎士》 （刊登於《TX2》，TAIWAN COMIX，2010年11月）（收錄於《台灣超級機車》，白象文化，2011年12月，ISBN 9789866047848）
- 《踩發狂熱》 （刊登於《TX3》，TAIWAN COMIX，2011年5月）（收錄於《台灣超級機車》，白象文化，2011年12月，ISBN 9789866047848）
- 《沉默的猴劍》 （刊登於《TX4》，TAIWAN COMIX，2011年11月，ISBN 9789574186945）（收錄於《台灣超級機車》，白象文化，2011年12月，ISBN 9789866047848）
- 《日治時期的菁英們》 （收錄於《教育100-漫畫百年教育發展》，國家教育研究院，2011年12月，ISBN 9789860309867）
- 《悲傷彈塗淚》 （刊登於《百業職人：CCC創作集9》，蓋亞文化，2012年2月，ISBN 9789860315271）
- 《愛在機車之海》 （刊登於《華麗的壯遊：CCC創作集10》，蓋亞文化，2012年8月，ISBN 9789860330359）（收錄於《新世紀北港神拳》，蓋亞文化，2013年11月，ISBN 9789863190752）
- 《怕魚的男人》#1 （刊登於《亞細亞原創誌 2012秋之卷 御風》，大好世紀，2012年11月，ISBN 9789868800021）（收錄於《怕魚的男人》，時報文化，2015年6月，ISBN 9789571362953）
- 《新世紀北港神拳》part1 （刊登於《愛戀今昔：CCC創作集11》，蓋亞文化，2013年1月，ISBN 9789863190370）（收錄於《新世紀北港神拳》，蓋亞文化，2013年11月，ISBN 9789863190752）
- 《怕魚的男人》#2 （刊登於《亞細亞原創誌 2013春之卷 綻放》，大好世紀，2013年3月，ISBN 9789868800045）（收錄於《怕魚的男人》，時報文化，2015年6月，ISBN 9789571362953）
- 《新世紀北港神拳》part2 （刊登於《奇人、奇案、奇譚：CCC創作集12》，蓋亞文化，2013年6月，ISBN 9789863190516）（收錄於《新世紀北港神拳》，蓋亞文化，2013年11月，ISBN 9789863190752）
- 《怕魚的男人》#3 （刊登於《亞細亞原創誌 2013夏之卷 飛舞》，大好世紀，2013年6月）（收錄於《怕魚的男人》，時報文化，2015年6月，ISBN 9789571362953）
- 《流浪的獅頭》 （刊登於《飄丿男子漢：CCC創作集13》，蓋亞文化，2013年9月，ISBN 9789863190677）（收錄於《新世紀北港神拳》，蓋亞文化，2013年11月，ISBN 9789863190752）
- 《怕魚的男人》#4 （刊登於《ACCC．浪漫01》，大好世紀，2014年5月，ISBN 9789868800069）（收錄於《怕魚的男人》，時報文化，2015年6月，ISBN 9789571362953）
- 《退在魚歌水心》 （刊登於《文學少女 閱讀與書寫：CCC創作集16》，蓋亞文化，2014年6月，ISBN 9789863190943）
- 《怕魚的男人》#5 （刊登於《ACCC．浪漫02》，大好世紀，2014年7月，ISBN 9789868800076）（收錄於《怕魚的男人》，時報文化，2015年6月，ISBN 9789571362953）
- 《世紀末總司令》 （刊登於《福爾摩沙 災與難：CCC創作集17》，蓋亞文化，2014年8月，ISBN 9789863191087）
- 《怕魚的男人》#6 （刊登於《ACCC．浪漫04》，大好世紀，2014年12月，ISBN 9789868800090）（收錄於《怕魚的男人》，時報文化，2015年6月，ISBN 9789571362953）
- 《怕魚的男人》#7 （刊登於《ACCC．浪漫05》，大好世紀，2014年12月，ISBN 9789869135702）（收錄於《怕魚的男人》，時報文化，2015年6月，ISBN 9789571362953）

## 獎項
- 1998年 青文第1屆漫畫新人獎B組第3名 《白槍》
- 2004年 第3屆東立短篇漫畫賞入選 《愛在馬祖-西犬雙龍傳》
- 2006年 青文第2屆漫畫新人獎第1名 《春城救世錄》
- 2007年 第12屆東立短篇漫畫賞入選 《日落烽雲錄》
- 2008年 第13屆東立短篇漫畫賞入選 《愛在馬祖-獨孤屠魚記》
- 2008年 第14屆東立短篇漫畫賞入選 《拖吊王》
- 2008年 行政院新聞局97年度劇情漫畫獎優勝 《覺醒人間-螂女飛翔傳》
- 2011年 行政院新聞局第2屆金漫獎最佳少年漫畫類獎入圍 《動物衝擊頻道》
- 2011年 第4屆阿爾及利亞國際漫畫節(Festival International de la Bande Dessinée d'Alger)競賽入圍 《動物衝擊頻道》
- 2014年 文化部第5屆金漫獎青年漫畫獎入圍 《新世紀北港神拳》
- 2016年 日本外務省第9屆國際漫畫獎優秀賞[1] 《怕魚的男人》
- 2016年 文化部第7屆金漫獎青年漫畫獎 《怕魚的男人》
- 2018年 文化部第9屆金漫獎青年漫畫獎&年度漫畫大獎 《1661國姓來襲》
- 2019年 日本外務省第12屆國際漫畫獎入賞[2] 《1661國姓來襲》
- 2022年 文化部第13屆金漫獎年度漫畫獎 《1624男人與島》

## 外部連結
- 李隆杰還在路上 : Li Lung-chieh 's blog （页面存档备份，存于）